# Ordem Real do Elefante de Godenu
A Ordem Real do Elefante de Godenu é uma ordem de mérito dinastica, a mais alta, no Reino subnacional de Godenu, localizado na regiāo do volta em Gana 
O atual grā mestre da ordem é o líder tradicional Togbe Osei III.

## Medalhas e Graduações
A ordem é concedida em três graus:
- Grā - Cruz (GCREG)
- Comandante (CREG)
- Cavaleiro (KREG) ou Dama (DREG)

A ordem é geralmente uma honraria vitalícia em todos os graus. Somente em algumas ocasiões o  título é concedido como dignidade hereditária como prêmio para serviço excepcionais em prol da Casa Real de Godenu.

## Privileges

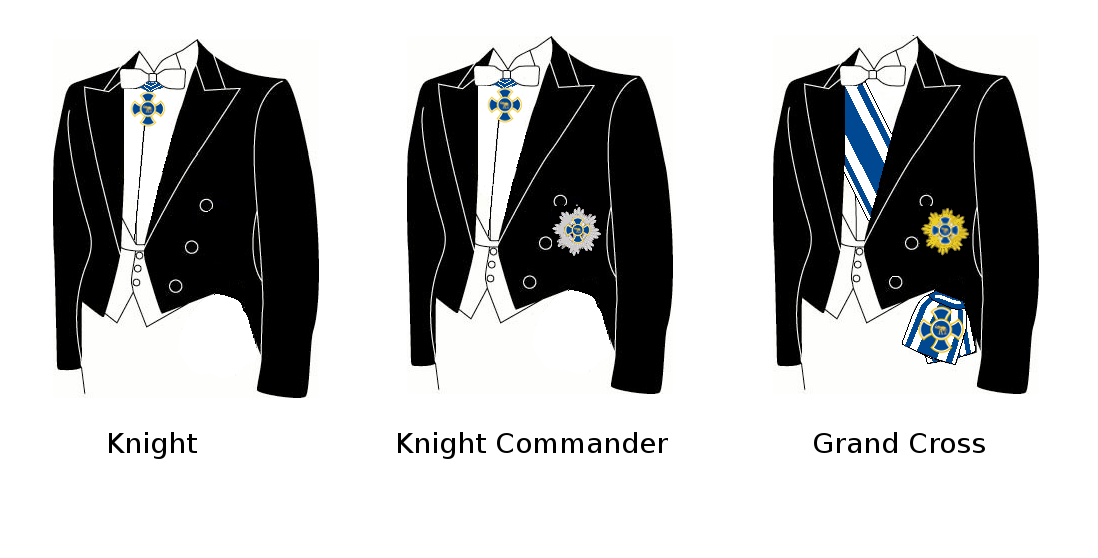
Ordem de desgaste - Ordem Real do Elefante de Godenu

Todos os membros da ordem recebem o título de cavaleiro ou dama.
Receptores do grau de grā-cruz usam o prefixo “Sua Excelencia”, enquanto portadores dos dois outros graus fazem uso do prefixo “Honorável” antes do nome.
Os membros tem o direito a incorporar uma insigna no brasāo, que obviamente reflita o seu grau na ordem.